# Chris Cooper
Christopher Walton Cooper (ur. 9 lipca 1951 w Kansas City) – amerykański aktor. Zdobywca Oscara.

## Życiorys
Urodził się w Kansas City w Missouri jako syn Mary Ann (Walton) Cooper i Charlesa Sherwooda Coopera, lekarza wojskowego United States Air Force i hodowcy bydła. Jego rodzina była pochodzenia angielskiego, a także miała korzenie szkockie, niemieckie, francuskie i walijskie. Wychowywał się w Kansas City, a częściowo na rodzinnym ranczu na zachód od Leavenworth w Kansas, a także w Las Vegas, Phoenix i Houston. Uczęszczał do Southwest High School w Kansas City i pracował dla lokalnego zespołu teatralnego przy scenografii. Po ukończeniu szkoły średniej Cooper został kierownikiem warsztatu w innym zespole repertuarowym. Rozważał także pomoc ojcu w hodowli bydła. Służył w rezerwie straży przybrzeżnej United States Coast Guard. Studiował na University of Missouri i zapisał się do programu teatralnego, pierwotnie specjalizując się w scenografii. Na drugim roku studiów zmienił specjalizację na aktorstwo i brał także lekcje tańca w Stephens College w Columbia w Missouri, aby przezwyciężyć swoją „obezwładniającą nieśmiałość”.
W 1976 przeniósł się do Nowego Jorku, gdzie dzielił mieszkanie na kolei z jedną sypialnią z czterema innymi aspirującymi aktorami i tancerzami. Utrzymywał się z remontów mieszkań, pracował na budowie, pełnił funkcję woźnego i szofera. W tym samym czasie studiował u Stelli Adler i Wynna Handmana.
W 1980 zadebiutował na Broadwayu w roli Bena Mercera w przedstawieniu Of the Fields, Lately. Po raz pierwszy trafił przed kamery w roli Eddiego w filmie krótkometrażowym Zły moment (Bad Timing, 1983). W 1983 wziął udział w produkcji off-broadwayowskiej jako Tyler Biars w spektaklu Inny księżyc (A Different Moon) i wystąpił w Seattle Repertory Theatre w Seattle w roli Paula Anthony’ego MacAleera w widowisku Ballada o Soapy Smith (The Ballad of Soapy Smith). Pojawił się na małym ekranie w pojedynczych odcinkach oper mydlanych – ABC Wszystkie moje dzieci (All My Children, 1984) jako Roger O’Hara i NBC Inny świat (Another World, 1985) w roli Eda. W latach 1984–1985 występował na West Endzie w spektaklu Tennessee Williamsa Słodki ptak młodości. W dramacie historycznym Johna Saylesa W szachu (Matewan, 1987) został obsadzony w roli głównej Joego Kenehana, który podejmuje się zadania zjednoczenia lokalnych górników czarnoskórych i Włochów. Choć jego występ został dobrze przyjęty, film nie odniósł sukcesu. Następnie można było go zobaczyć w dramacie Irwina Winklera Czarna lista Hollywood (Guilty by Suspicion, 1991) z Robertem De Niro, komedii sensacyjnej Pociąg z forsą (Money Train, 1995) u boku Wesleya Snipesa i Woody’ego Harrelsona oraz dramacie sądowym Joela Schumachera Czas zabijania (A Time to Kill, 1996).
Za rolę Sama Deedsa, szeryfa, którego ojciec, stróż prawa, zostaje pośmiertnie podejrzanym w śledztwie o morderstwo w trzecim filmie Johna Saylesa Na granicy (Lone Star, 1996) był nominowany do nagrody Independent Spirit Awards. W dramacie Sama Mendesa American Beauty (1999) zagrał postać homofobicznego wojskowego pułkownika Franka Fittsa. Kreacja hodowcy orchidei Johna Laroche w komediodramacie Spike’a Jonze Adaptacja (Adaptation, 2002) przyniosła mu Oscara dla najlepszego aktora w roli drugoplanowej i nagrodę Złotego Globu.
Wystąpił także w filmach: Zaklinacz koni (1998), Patriota (2000), Tożsamość Bourne’a (2002), Capote (2005) i Królestwo (2007). W filmie Niesamowity Spider-Man 2 (The Amazing Spider-Man 2, 2014) zagrał Normana Osborna, ojca Harry’ego i założyciela Oscorp. W 2003 wystąpił w roli Daltona Trumbo w sztuce off-broadwayowskiej Trumbo: czerwony, biały i na czarnej liście (Trumbo: Red, White, and Blacklisted). W 2017 za rolę Torvalda w broadwayowskim przedstawieniu Dom lalki, część 2 (A Doll’s House, Part 2) zdobył nominację do nagrody Tony Award za najlepszy występ aktora pierwszoplanowego w sztuce teatralne.

## Życie prywatne
8 lipca 1983 zawarł związek małżeński z Marianne Leone. Mieli syna Jessego Laniera (ur. 1987), który miał mózgowe porażenie dziecięce i zmarł 3 stycznia 2005 w wyniku epilepsji w wieku 17 lat.

## Filmografia
- W szachu (Matewan, 1987) jako Joe Kenehan
- Journey Into Genius (1988) jako Louis Halladay
- Na południe od Brazos (Lonesome Dove, 1989) jako July Johnson
- A Little Piece of Sunshine (1990) jako Ernie Favaro
- Prawo i porządek (Law & Order, 1990) jako Roy Payne (gościnnie)
- Thousand Pieces of Gold (1991) jako Charlie
- To the Moon, Alice (1991) jako Frank Wiliker
- Mecenas Darrow (Darrow, 1991) jako Eugene Debs
- Czarna lista Hollywood (Guilty by Suspicion, 1991) jako Larry Nolan
- W biały dzień (In Broad Daylight, 1991) jako Jack Wilson
- Miasto nadziei (City of Hope, 1991) jako Riggs
- Rodzinne kłamstwa (Bed of Lies, 1992) jako Price Daniel Jr
- Powrót nad Brazos (Return to Lonesome Dove, 1993) jako July Johnson
- Chłopięcy świat (This Boy’s Life, 1993) jako Roy
- One More Mountain (1994) jako James Reed
- Pharaoh's Army (1995) jako kapitan John Hull Abston
- Pociąg z forsą (Money Train, 1995) jako Torch
- Wyzwolenie Elaine (The Deliverance of Elaine, 1996) jako Charile Skyler
- Chłopcy (Boys, 1996) jako pan John Baker
- Na granicy (Lone Star, 1996) jako Sam Deeds
- Czas zabijania (A Time to Kill, 1996) jako Dwayne Powell Looney
- Sam jak palec (Alone, 1997) jako Gus Jr
- Duże czy małe (Breast Men, 1997) jako dr William Larson
- Zaklinacz koni (The Horse Whisperer, 1998) jako Frank Booker
- Wielkie nadzieje (Great Expectations, 1998) jako Joe
- Kobieta pracująca (The 24 Hour Woman, 1999) jako Ron Hacksby
- American Beauty (1999) jako pułkownik Fitts
- Dosięgnąć kosmosu (October Sky, 1999) jako John Hickam
- Patriota (The Patriot, 2000) jako Burwell
- Ja, Irena i Ja (Me, Myself & Irene, 2000) jako porucznik Gerke
- Tożsamość Bourne’a (The Bourne Identity, 2002) jako Conklin
- Ale jazda! (Interstate 60, 2002) jako Bob Cody
- Adaptacja (Adaptation., 2002) jako John Laroche
- Mój dom w Umbrii (My House in Umbria, 2003) jako Thomas Riversmith
- Niepokonany Seabiscuit (Seabiscuit, 2003) jako Tom Smith
- Krucjata Bourne’a (The Bourne Supremacy, 2004) jako Conklin (niewymieniony w czołówce)
- Silver City (2004) jako Dickie Pilager
- Syriana (2005) jako Jimmy Pope
- Capote (2005) jako Alvin Dewey
- Jarhead: Żołnierz piechoty morskiej (Jarhead, 2005) jako pułkownik Kazinski
- Married Life (2007) jako Harry Allen
- Królestwo (The Kingdom, 2007) jako Grant Sykes
- Ściśle tajne (Breach, 2007) jako Robert Hanssen
- Conquistadora (2008) jako Salem
- Hurricane Mary  (2008) jako Salem
- W firmie (The Company Men, 2010) jako Phil Woodward
- Burza (The Tempest, 2010) jako Antonio
- Twój na zawsze (Remember Me, 2010) jako Neil Craig
- Muppety (The Muppets, (2011) jako Tex Richman
- The Company You Keep (2012) jako Daniel Sloan
- Sierpień w hrabstwie Osage (August: Osage County, 2013) jako Charles Aiken
- Niesamowity Spider-Man 2 (2014) jako Norman Osborn (niewymieniony w czołówce)
- Destrukcja (2015) jako Phil Eastwood

## Nagrody
| Rok  | Nagroda                                         | Kategoria                      | Film                   |
| ---- | ----------------------------------------------- | ------------------------------ | ---------------------- |
| 2000 | Nagroda Gildii Aktorów Ekranowych               | Wybitny występ obsady w filmie | American Beauty (1999) |
| 2002 | National Board of Review                        | Najlepszy aktor drugoplanowy   | Adaptacja (2002)       |
| 2003 | Złoty Glob                                      | Najlepszy aktor drugoplanowy   | Adaptacja (2002)       |
| 2003 | Nagroda Akademii Filmowej                       | Najlepszy aktor drugoplanowy   | Adaptacja (2002)       |
| 2004 | Międzynarodowy Festiwal Filmowy w San Francisco | Nagroda im. Petera J. Owensa   | –                      |
| 2010 | National Board of Review                        | Najlepsza obsada               | Miasto złodziei (2010) |